# Helianthemum croceum
La perdiguera (Helianthemum croceum)  es una especie botánica de flores amarillas o blancas del género Helianthemum, perteneciente a la familia de las cistáceas.

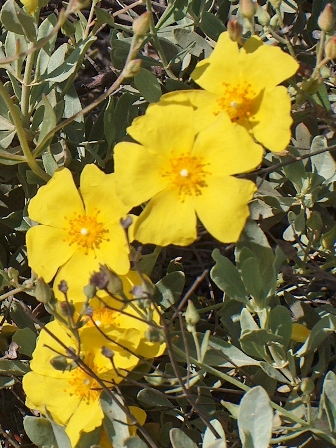
Detalle de la flor

## Descripción
Como  Helianthemum nummularium pero con hojas bastante carnosas cuyo haz está cubierto de pelos blancos y estrellados; flores amarillas intensas, amarillo-anaranjadas o blancas, de 14-20 mm.

## Distribución y hábitat
Desde Portugal y España hacia el este hasta Italia peninsular y Sicilia; ausente en Baleares y en Córcega. Habita en terrenos arbolados abiertos, matorrales y laderas de montañas rocosas.

## Taxonomía
Helianthemum croceum fue descrita por (Desf.) Pers. y publicado en  Syn. Pl. 2: 79 1806.
Etimología
Helianthemum: nombre genérico que deriva del griego antiguo  Ἥλιος (Helios), "el Sol" y  ανθεμοζ, ον (anthemos, on), "florecido", pues las flores solo se abren con el calor del sol (necesitan una temperatura superior a 20 °C para desplegar sus pétalos) y tienen un cierto fototropismo positivo. Ciertos nombres vernáculos en castellano, tales como Mirasol, corroborarían esta interpretación. Autores sostienen que su nombre es debido a la semejanza de las flores amarillas con el astro solar; sin embargo muchas especies son blancas, anaranjadas, rosadas o purpúreas, lo que no encuadra con esta interpretación. Otros por el afecto que tendría el género por los sitios soleados...
croceum: epíteto latíno que significa "de color amarillo azafrán"
Sinonimia
- Anthelis glaucus (Pers.) Raf.
- Cistus croceus Desf.
- Cistus glaucus Cav.
- Cistus ledonius St.-Lag.
- Cistus scorpioides Desf. ex Steud.
- Cistus stoechadifolius Brot.
- Helianthemum apenninum subsp. croceum (Desf.) G.López
- Helianthemum apenninum subsp. suffruticosum (Boiss.) G. López
- Helianthemum arcuatum C.Presl
- Helianthemum bicolor C.Presl
- Helianthemum glaucum Pers.
- Helianthemum glaucum var. suffruticosum Boiss.
- Helianthemum ledon Zeyh. ex Steud.
- Helianthemum nudicaule Dunal
- Helianthemum stabianum Ten.
- Helianthemum stellatum Guss.
- Helianthemum stoechadifolium Pers.[5]